# Ben Baldanza
Basil Ben Baldanza (Nueva York, 3 de diciembre de 1961-5 de noviembre de 2024) fue un empresario estadounidense. Se destacó como presidente y CEO de Spirit Airlines.

## Biografía
Durante su experiencia laboral formó parte de la dirección de varias aerolíneas en América, tales como American Airlines, US Airways, Taca Airlines, Northwest Airlines y Continental Airlines y por último Spirit Airlines.
A los 62 años, falleció el 5 de noviembre de 2024 afectado por esclerosis lateral amiotrófica.